# Lena Schöneborn
Lena Schöneborn (Troisdorf, 11 april 1986) is een triatleet uit Duitsland.
Op de Olympische Zomerspelen van Beijing in 2008 behaalde ze een gouden medaille op het onderdeel moderne vijfkamp.
Op de Olympische Zomerspelen van Londen in 2012 verdedigde ze haar medaille, maar kwam ze niet verder dan de 15e plaats.
Op de Olympische Spelen van Rio de Janeiro in 2016 werd ze 31e.
Op de Wereldkampioenschappen moderne vijfkamp 2005 werd Schöneborn met het Duitse estafette-team wereldkampioen.
In 2012 werd ze weer wereldkampioen op de estafette.